# Eucalyptus punctata
Espèce
Classification phylogénétique
Eucalyptus punctata, appelé communément gommier ponctué, est une espèce de plantes à fleurs du genre Eucalyptus et de la famille des Myrtaceae. C'est un arbre originaire d'Australie.

## Description
Eucalyptus punctata est un grand arbre pouvant atteindre 35 m de haut, avec une écorce de diverses nuances de gris, de blanc et d'orange, qui se répandent en larges écailles, donnant au tronc une apparence inégale. Les feuilles adultes vert foncé brillantes sont falciformes ou lancéolées et mesurent de 8 à 15 cm de longueur et de 1,5 à 3 cm cm de largeur. Les fleurs sont blanches et fleurissent de décembre à mars.

## Répartition
L'aire de répartition s'étend le long de la chaîne de Liverpool près de Gympie dans le Queensland jusqu'à Nowra, au centre de la Nouvelle-Galles du Sud, le plus souvent sur un type de sol de zone de transition entre le grès et le schiste, comme le grès de Hawkesbury.
Il pousse dans la haute forêt de sclérophylle ouverte, associée à des espèces telles que Corymbia gummifera, Corymbia intermedia, Corymbia maculata, Eucalyptus acmenoides, Eucalyptus crebra, Eucalyptus cypellocarpa, Eucalyptus globoidea, Eucalyptus melliodora, Eucalyptus paniculata, Eucalyptus pilularis, Eucalyptus piperita, Eucalyptus umbra et des espèces de Angophora,.
L'espèce a été introduite dans d'autres régions du monde.

## Écologie
Eucalyptus punctata se régénère en repoussant à partir de la base et des branches après le feu de brousse. Les arbres peuvent vivre jusqu'à trois cents ans. Pteropus poliocephalus mange les fleurs tandis que le koala mange les feuilles. Les feuilles en hiver contiennent moins d'azote qu'en été, ce qui fait que les koalas s'en nourrissent davantage en hiver. Le Méliphage à tête brune et le Méliphage cornu ont été observés manger de l'exsudat des tiges. Le travail sur le terrain dans plusieurs sites autour du centre de la Nouvelle-Galles du Sud a montré que le Méliphage barbe-rouge et le Polochion criard préfèrent se nourrir sur le feuillage de Eucalyptus punctata que des autres arbres présents.

## Exploitation
Le bois est très dur et durable et utilisé dans les traverses de chemin de fer. L'écorce multicolore de Eucalyptus punctata lui donne un certain attrait horticole.

## Source de la traduction
- (en) Cet article est partiellement ou en totalité issu de l’article de Wikipédia en anglais intitulé « Eucalyptus punctata » (voir la liste des auteurs).